# نزار زكا
نزار زكا (1967- القلمون، لبنان) خبير لبناني في تكنولوجيا المعلومات ومن الداعمين لحرية الإنترنت، حاصل على الإقامة الدائمة في الولايات المتحدة الأمريكية حيث يشغل منصب الأمين العام للمنظمة العربية لتكنولوجيا المعلومات و الإتصالات (إجمع) في العاصمة الأمريكية واشنطن.
في 18 سبتمبر / أيلول 2015، اختفى زكا في إيران بعد حضور مؤتمر في طهران. وفي مطلع تشرين الثاني / نوفمبر، أكدت وسائل الإعلام الإيرانية أن زكا كان محتجزا بتهمة التجسس لصالح الولايات المتحدة الأمريكية.
تم الإفراج عنه يوم 11 يونيو 2019 م بمساعي من رئيس الجمهورية اللبنانية ميشال عون ورئيس الحكومة سعد الحريري

## نشأته
ولد نزار زكّا عام 1967 في بلدة القلمون بلبنان ، ولديه إقامة دائمة في الولايات المتحدة. أنهى دراسته الثانوية عام 1985 في أكاديمية ريفرسايد العسكرية في غينزفيل، جورجيا . التحق بجامعة تكساس ، وحصل على درجة بكالوريوس العلوم في علوم الكمبيوتر والرياضيات في عام 1989 وماجستير العلوم في علوم الكمبيوتر في عام 1991.